# 그래스호퍼 매뉴팩처
그래스호퍼 매뉴팩처(Grasshopper Manufacture)는 일본의 비디오 게임 개발사이다. Suda 51로도 알려진 스다 고이치가 설립했다. 《실버 사건》을 비롯 일본에만 발매된 게임을 몇 편 개발했고, 일본과 북미, 유럽에 발매된 《킬러7》의 독특한 색채로 주류 시장의 관심을 얻었다.
이후 닌텐도 DS로 발매된 《콘택트》를 개발했고, 애니메이션 《사무라이 챰프루》와 《블러드+》를 게임화했다. 최근에는 위로 《노 모어 히어로즈》를 발매했다. 그 다음 게임으로 체코 작가 프란츠 카프카의 세계를 기반으로 한 플레이스테이션 3용 게임 《쿠라야미》를 기획하고 있다.

## 게임
- 《실버 사건》 (1999)
- 《꽃과 태양과 비와》 (2001)
- 《미시건》 (2004)
- 《킬러7》 (2005)
- 《콘택트》 (2006)
- 《사무라이 챰프루: 사이드트랙》 (2006)
- 《블러드+: 원 나잇 키스》 (2006)
- 《노 모어 히어로즈》 (2007)
- 《쿠라야미》 (미정)